# Ferdinand Neunteufl
Ferdinand Neunteufl (12. května 1854 Heinrichsreith – 25. prosince 1939 Starý Petřín) byl rakouský politik, na přelomu 19. a 20. století poslanec Říšské rady a Moravského zemského sněmu.

## Životopis
Pocházel z rolnické rodiny z dolnorakouského Heinrichsreithu (nyní součást města Drosendorf-Zissersdorf). V roce 1878 se přiženil do Starého Petřína, kde se krátce na to stal členem obecního výboru. V roce 1889 spoluzakládal místní Rolnické kasino. Zpočátku se snažil prosazovat zájmy zemědělců přes Německou liberální stranu, pak se ale podílel na založení okresního hospodářského spolku na Vranovsku a v roce 1896 se již podílel na činnosti křesťanských sociálů. V roce 1897 stál u zrodu Křesťanské stranické rady pro německé Moravany, jejímž úkolem byla koordinace zakládání okresních katolických spolků.
V moravských zemských volbách 1896 kandidoval za křesťanské sociály v obvodu venkovských obcí okresů Znojmo, Jaroslavice a Vranov nad Dyjí. Šlo o zlomové volby, neboť liberálové byli poprvé poraženi ve venkovské kurii a křesťanští sociálové získali díky Neunteuflovu vítězství ve druhém kole nad dosavadním poslancem Viktorem Hübnerem prvního a jediného poslance na Moravském zemském sněmu. Hned po vstupu na sněm neúspěšně navrhoval zavedení přímého a tajného volebního práva, pak se o to pokusil ještě jednou před koncem volebního období. Dále se věnoval rolnickým daním a pojištění.
Ve volbách do Říšské rady 1897 porazil v kurii venkovských obcí na jižní Moravě populárního německého lidoveckého poslance Josefa Luksche. Po badeniovské krizi jeho pozice oslabila, ale dokázal si vždy získat podporu někoho z vídeňského ústředí, často samotného Karla Luegera. Před volbami v roce 1901 se pokusil o kompromis s liberály, ale ti proti němu znovu postavili Luksche, který zvítězil již v prvním kole. Neunteuflovi nepomohl ani volební fond založený hrabětem Ferdinandem Augustem Spieglem. Před zemskými volbami 1902 založil Jihomoravský křesťanskosociální rolnický svaz, ale ani to mu nepomohlo ke zvolení a byl poražen dalším německým lidovcem Ferdinandem Pemselem.